# Mariam Al Maadeed
Mariam Al Maadeed, também conhecida como AlMa'adeed (em árabe: المعاضيد), é uma física e professora qatariana. É, atualmente, a presidente do Centro para Avanços Medicinais (CAM), fundadora do programa de mestrado de Ciência e Tecnologia de Materiais e professora na Universidade do Qatar. A pesquisa de Al Maadeed se centra na caracterização de polímeros, nanotecnologia e estrutura de nanocompostos. Seus trabalhos e suas teses já foram destaque em mais de oitenta revistas científicas e tema de diversas conferências nacionais. Ela também é líder do programa educacional Al-Bairaq, a qual lhe rendeu a condecoração do World Innovation Summit for Education em 2015.

## Carreira
Mariam Al Maadeed é membro do Comitê de Investigação do Conselho, Comitê de Qualidade e Gestão e do Comitê de Reforma da Universidade do Qatar e também é editora convidada da distribuidora de textos da própria instituição de ensino e do Periódico Internacional de Ciência de Polímeros, a qual faz publicações acerca da descoberta ou de suposições sobre composição de nanocompostos.
A professora de física foi galardoada com diversos prêmios, em reconhecimento de suas realizações e contribuições no campo da ciência e da tecnologia; além de destaque em serviços comunitários. Dentre as condecorações feitas a Mariam Al Maadeed, estão o Prêmio Mentorship na Excelência em Liderança para Mulheres (LEWA); o World Innovation Summit for Education (WISE), pelo programa Al-Bairaq em 2015; o Prêmio da Associação de Químicos e Petroquímicos (GPCA) em 2014; o Prêmio Científico Appreciative and Incentivizing State em 2014; o Prêmio de Serviço Facultativo de Destaque em 2013; Prêmio de Física do Qatar em 2010 e 2012 e um prêmio especial da Universidade do Qatar pelo trabalho comunitário servido aos estudantes da instituição em 2011.
Estão como suas patentes o reforço de compostos polímeros em plásticos recicláveis e o método de produção e composição do grafeno. A professora também publicou alguns livros: Flexible and Stretchable Electronic Composites, Biopolymer Composites in Electronics e Polyolefin Compounds and Materials, Fundamental and Industrial Applications.